# 1,2-苯二硫酚
1,2-苯二硫酚是有机硫化合物，化学式为C6H4(SH)2。该化合物是无色粘稠液体，一个分子含有一个苯环和两个相邻的硫醇基。这个二元化合物的共轭碱用作配位化学的螯合剂，和其他有机硫化合物的合成砌块。

## 合成
用正丁基锂将苯硫酚邻位锂化，再加以硫化，便可制备这个化合物：
C6H5SH + 2 BuLi → C6H4SLi-2-Li + 2 BuH
C6H4SLi-2-Li + S → C6H4(SLi)2
C6H4(SLi)2 + 2 HCl → C6H4(SH)2 + 2 LiCl
该化合物最初由2-氨基苯硫醇的重氮化制备。它也可以从1,2-二溴苯制备。

## 反应
1,2-苯二硫酚被氧化后会生成聚合物二硫化物；与金属二卤化物和金属氧化物反应时，会生成二硫醇盐配合物，化学式为LnM(S2C6H4)，其中LnM代表各种金属中心，例如(C5H5)2Ti；会与酮和醛发生缩合反应，生成二硫杂环己烷：
C6H4(SH)2 + RR'CO → C6H4(S)2CRR' + H2O

## 有关化合物
3,4-甲苯二硫酚的行为与1,2-苯二硫酚的相似，但在室温下是固体（熔点：135-137 °C）。
1,2-烯二硫醇不稳定，但已知有1,2-烯二硫醇盐的金属配合物，称为二硫烯醇复合物。